# John Frederick Lampe
John Frederick Lampe (1703 – Edimburgo, 1751) è stato un compositore e fagottista tedesco, trasferitosi da giovane in Inghilterra, dove rimase fino alla morte.

## Biografia
Nacque in Sassonia, ma si trasferì in Inghilterra nel 1724 dove suonò il fagotto in diversi teatri d'opera. Sua moglie, Isabella Lampe, divenne cognata del compositore Thomas Arne con il quale Lampe collaborò in numerosi concerti. Il figlio di John e Isabella, Charles John Frederick Lampe, fu un organista di successo e compositore. 
Come Arne, Lampe scrisse diverse opere in lingua inglese, in un tempo in cui la lingua dell'opera, utilizzata dai maggiori musicisti dell'epoca come George Frideric Handel e Nicola Porpora, era quella italiana. Lampe, assieme a Henry Carey e J. S. Smith, fondò la English Opera Project, che ebbe però vita breve. Nel corso della sua attività musicale incontrò Charles Wesley e ne divenne amico. Fra le sue opere si ricordano Pyramus and Thisbe (1745) e The Dragon of Wantley (1734), che ebbe ben 69 rappresentazioni, un vero record per quei tempi, superando persino L'opera del mendicante. Risiedette per un certo tempo a Dublino e successivamente si spostò ad Edimburgo, dove morì.